# Arbeiterregierung

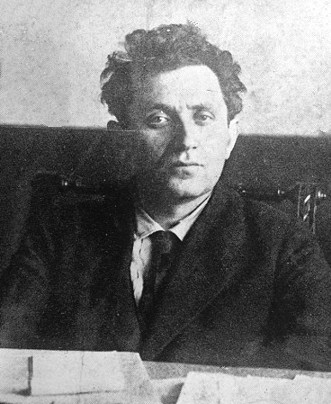
Grigori Sinowjew, 1921

Eine Arbeiterregierung (auch: Arbeiter- und Bauernregierung) bezeichnet die höchste Institution eines Staates, die in den jeweiligen Staaten durch eine einzige oder eine Koalition aus Arbeiterparteien getragen wird. Als historisches Beispiel in Deutschland gelten die Arbeiterregierungen von SPD und KPD zur Zeiten der Weimarer Republik in Thüringen und Sachsen 1923. Sie ist nicht identisch mit der Diktatur des Proletariats, können jedoch als theoretischen Ausgangspunkt zur Erlangung dieser dienen.

## Aufgaben und Voraussetzungen
Neben den administrativen Aufgaben einer Regierung sah der sowjetische Politiker Sinowjew die Aufgaben einer Arbeiterregierung in der:
- Bewaffnung des Proletariats, u. a. durch die Schaffung von eigenen bewaffneten Einheiten (Proletarische Hundertschaften)
- Entwaffnung der bürgerlichen und konterrevolutionären Organisationen
- Einführung der Kontrolle der Produktion
- Umverteilung der Hauptlast der Steuern auf die vermögenden Teile der Bevölkerung
- Brechung des Widerstandes der konterrevolutionären Bourgeoisie

In Thüringen und Sachsen sah die SPD in den Proletarischen Hundertschaften hingegen eine Möglichkeit die Republik gegen die reaktionären Kräfte aus Bayern zu verteidigen, die im November 1923 unter Hitler zuschlagen sollten.
Die Voraussetzungen für ein Eintreten von kommunistischen Teilnehmern in eine Arbeiterregierung sah Sinowjew wie folgt:
- Teilnahme an einer Arbeiterregierung nur mit Zustimmung der Komintern
- strengste Kontrolle der kommunistischen Regierungsmitglieder durch die kommunistische Partei
- kommunistische Regierungsmitglieder stehen „in engster Fühlung  mit den revolutionären Organisationen der Massen“
- Bewahrung der Eigenständigkeit der KP und der vollständigen Selbstständigkeit ihrer Agitation

Kurz nach der Ruhrbesetzung durch französische Truppen verabschiedete der 8. Parteitag der KPD vom 28. Januar bis 1. Februar 1923 in Leipzig und damit kurz nach den auf dem IV. Weltkongress der Komintern beschlossenen Thesen zur Arbeiterregierung von Sinowjew die Leitsätze zur Einheitsfront und Arbeiterregierung. Demnach sei eine Arbeiterregierung „weder die Diktatur des Proletariats noch ein friedlicher, parlamentarischer Aufstieg zu ihr“, sondern vielmehr

„ein Versuch der Arbeiterklasse im Rahmen und vorerst mit den Mitteln der bürgerlichen Demokratie, gestützt auf proletarische Organe und proletarische Massenbewegungen, Arbeiterpolitik zu treiben, während die proletarische Diktatur bewußt den Rahmen der Demokratie sprengt… Der Kampf für die Arbeiterregierung darf die Propaganda der Kommunisten für die Diktatur des Proletariats nicht schwächen, denn die Arbeiterregierung wie jede Position des Proletariats im Rahmen des bürgerlichen demokratischen Staates ist nur ein Stützpunkt, eine Etappe des Proletariats in seinem Kampfe um die politische Alleinherrschaft.“

Wenige Jahre später war Sinowjew Urheber der Sozialfaschismusthese, die zu einer völlig gegensätzlichen Haltung der kommunistischen Parteien gegenüber der Sozialdemokratie führte. Statt einen potentiellen Koalitionspartner sah man in der Sozialdemokratie nun den „linken Flügel des Faschismus“.